# Alfred Maximilien Bonnet
Alfred Maximilien Bonnet (Francoforte sul Meno, 3 novembre 1841 – 1917) è stato un latinista e filologo tedesco.
Ha studiato all'Università di Bonn, successivamente docente a Losanna nel 1866-74 e a Parigi nel 1874-81, poi docente e dal 1890 professore all'Università di Montpellier.  Ha realizzato le prime edizioni moderne di vari apocrifi del Nuovo Testamento.

## Opere
- Narratio de miraculo a Michaele archangelo Chonis patrato, adjecto Symeonis Metaphrastus de eadem re libello (Parigi, 1890)
- Le Latin de Gregoire de Tours (1890)